# Sicarius patagonicus
Sicarius patagonicus là một loài nhện trong họ Sicariidae. S. patagonicus được miêu tả năm 1919 bởi Eugène Simon.